# Synchiropus monacanthus
Synchiropus monacanthus är en fiskart som beskrevs av Smith, 1935. Synchiropus monacanthus ingår i släktet Synchiropus och familjen sjökocksfiskar. Inga underarter finns listade i Catalogue of Life.